# 安田现象
安田现象（日语：／ Yasuda Genshō）是一名日本动画艺术家和3DCG动画师，隶属于Xenotoon公司。

## 人物经历

### 大学时期到初入游戏公司
高中时期，他接触了油画，并决定从事创意工作。随后，他进入日本大学艺术学院美术系，主修油画。
大三时，他将目光转向当时尚属新兴行业的3D领域，并学习了一年的3DCG制作课程，逐渐掌握了CG制作技术。
毕业后，曾想成为轻小说作家，但未能取得奖项，为了维持生计，他入职游戏公司Nitro+担任3DCG动画师。工作期间还入读过编剧学校。

### 独立创作者时期
经历过公司工作经验积累和已有的故事创作愿望下，之后他离开了Nitro+，继续以自由职业者和承包人的身份工作，同时进行着独立轻小说创作。在萌生出“将在轻小说创作中培养出的叙事能力与3D动画师的职业结合起来，使自己的作品获得更多关注”的想法后，开始思考如何运用自己的3DCG制作技能和CG动画师经验，将自己构思的故事制作成动画。
2020年2月，在自己的Youtube频道发布了首部独立创作动画作品；5月发布了第二部作品。两部作品因为在如此短的时间内独立创作出来而备受关注，进而获得了2020年CG动画大赛的评奖。
在发布之后，他发布了一系列短篇动画，在社交媒体上引发关注。与此同时，也收到了更多制作动画的请求，例如2020年2月制作了讲述Vtuber的动画、9月为歌手异世界情感的音乐创作MV。其中12月时为永远是深夜有多好。的单曲创作的MV取得热烈反响，截至2024年1月，该MV的播放次数已超过4900万次，在日本内外都引起了关注。

### 成立工作室进行长篇创作时期
2021年6月，和Xenotoon公司合作，成立了自己的工作室，并开始以首部作品为基础，改编为首部长篇原创动画《Make A Girl（メイク ア ガール）》。为了筹备院线上映，他于2022年8月发起众筹，并成功筹集到超过目标金额2倍的资金。2023年9月，为了进一步提升质量，再次进行众筹，三天内达成目标，再筹集到超过目标金额2倍的资金。该动画电影计划于2025年发行。
2023年11月起，在GALLERY X BY PARCO（涩谷PARCO）、名古屋PARCO和梅田LOFT举办了自己的作品展。展出了迄今为止发表的动画作品及素描素材、由短篇动画衍生的2.5D艺术作品（铝制艺术作品）、以及首次公开的记录动画制作过程的影像资料。
2024年7月，受邀请参加台湾漫畫博覽會，举行见面会和讲座，分享制作动画心得。
2025年6月20日，应《Make A Girl》在上海国际电影节展映，出席见面会，介绍作品心得。

## 作品风格
安田现象的作品采用全3DCG技术，以细腻的演绎、碎片化却又深刻的叙事以及绚丽的色彩为特色。尤其是他的短篇动画，将各种故事、背景和情感转换精妙地浓缩成几秒钟内展开的片段，营造出仿佛置身于长篇动画场景中的沉浸感。这些动画，从角色、背景设计到3DCG动画，都是他一人完成，并且得益于充分利用Blender和After Effects的独特功能，使得这些作品的制作周期变短。

## 作品概览
他在YouTube频道、Twitter（X）等社交媒体平台上发布过很多不同主题系列的短篇动画，其中有以、等为主题题材。
还有一些委托制作的作品，如：
- 异世界情感（日语：ヰ世界情緒）的音乐MV[moive 2]
- 永远是深夜有多好。的音乐MV[moive 3]
- VTuber动画[moive 1]
- Intel合作动画[moive 20][22]、[moive 21][23][4]

## 受奖经历
在2020年第29次CG动画大赛中，作品获奖，作品入选。

## 脚注
1. ↑  
例如以下影片：
  - [moive 4]
  - [moive 5]
  - [moive 6]
  - [moive 7]
  - [moive 8]
  - [moive 9]
  - [moive 10]
  - [moive 11]
  - [moive 12]
  - [moive 13]
2. ↑  
例如以下影片：
  - [moive 14]
  - [moive 15]
  - [moive 16]
  - [moive 17]
  - [moive 18]
  - [moive 19]

### 创作影片
1. 1 2  . 2022-02-01.
2. 1 2  . 2020-09-26.
3. 1 2  . 2020-12-17  [2025-07-06]. （原始内容存档于2021-11-13）.
4. ↑  . 2022-06-11  [2025-07-06]. （原始内容存档于2023-11-19）.
5. ↑  . 2022-06-25  [2025-07-13]. （原始内容存档于2024-04-18）.
6. ↑  . 2022-07-09  [2025-07-13]. （原始内容存档于2023-10-23）.
7. ↑  . 2022-07-23  [2025-07-13]. （原始内容存档于2024-03-19）.
8. ↑  . 2022-12-24  [2025-07-13]. （原始内容存档于2022-12-29）.
9. ↑  . 2023-02-03  [2025-07-13]. （原始内容存档于2023-05-23）.
10. ↑  . 2023-09-17  [2025-07-13]. （原始内容存档于2024-02-06）.
11. ↑  . 2023-09-30.
12. ↑  . 2023-10-14  [2025-07-13]. （原始内容存档于2023-10-30）.
13. ↑  . 2023-10-28  [2025-07-12]. （原始内容存档于2024-02-06）.
14. ↑  . 2022-07-16.
15. ↑  . 2021-08-21  [2025-07-13]. （原始内容存档于2023-07-09）.
16. ↑  . 2023-07-08  [2025-07-13]. （原始内容存档于2025-06-02）.
17. ↑  . 2023-08-05  [2025-07-13]. （原始内容存档于2023-05-13）.
18. ↑  . 2023-08-29  [2025-07-13]. （原始内容存档于2023-08-27）.
19. ↑  . 2023-09-02  [2025-07-13]. （原始内容存档于2023-09-05）.
20. ↑  . 2023-10-26.
21. ↑  . 2023-10-26  [2025-07-06]. （原始内容存档于2025-06-15）.